# Cmentarz żydowski w Gowarczowie
Cmentarz żydowski w Gowarczowie – kirkut społeczności żydowskiej niegdyś zamieszkującej Gowarczów. Nie wiadomo, kiedy dokładnie powstał. Znajduje się na wschód od centrum miejscowości, przy al. Wyzwolenia, naprzeciwko Miłakowa. Został zniszczony podczas II wojny światowej. Obecnie brak na nim nagrobków.